# Ибн Хаушаб
Абу-ль-Касим аль-Хасан ибн Фарадж ибн Хаушаб ибн Задан ан-Наджар аль-Куфи (араб. أبو القاسم الحسن ابن فرج بن حوشب زاذان النجار الكوفي‎), более известный как Ибн Ха́ушаб (араб. ابن حوشب‎; ум. 31 декабря 914) — даи исмаилитов в Йемене. Также известен под прозвищем Мансур аль-Яман, «Завоеватель Йемена».
Родился в Ираке. В молодости перешёл в исмаилизм и вместе с другим даи Ибн аль-Фадлем отправился в Йемен, где вёл проповедь среди местного населения. Смог собрать вокруг себя значительное количество последователей и нанести поражение правящей Йеменом суннитской династии. Но в дальнейшем вступил в конфликт с бывшим союзником и потерпел от него поражение. Это столкновение привело к ослаблению позиций исмаилитов и воцарению новой суннитской династии Яфуридов, которая правила более века, пока исмаилитская династия Сулайхидов не смогла вернуть себе власть.
Ибн Хаушаб подготовил несколько миссионеров, которых отправил в Индию, Египет и другие земли. Деятельность одного из них, Абу Абдаллаха аш-Ши'и, привела к значительному усилению позиций исмаилитов в Северной Африке и образованию Фатимидского халифата, самого могущественного исмаилитского государства в истории.

## Происхождение, ранние годы и обращение в исмаилизм
Ибн Хаушаб родился в IX веке в деревне недалеко от Нахр Нас в окрестностях эль-Куфы в Ираке. Его происхождение доподлинно неизвестно, хотя согласно поздним исмаилитским традициям он является потомком Муслима ибн Акиля ибн Абу Талиба, племянника Али ибн Абу Талиба, зятя исламского пророка Мухаммеда и четвёртого праведного халифа. Профессия родителей Ибн Хаушаба также точно неизвестна. По разным данным его предки были или плотниками, или льняными ткачами. Они придерживались двунадесятного шиизма. Согласно собственным словам Ибн Хаушаба, после исчезновения в 874 году одиннадцатого имама Хасана аль-Аскари он переживал кризис веры, видимо из-за отсутствия у имама потомков мужского пола. Но затем шииты-двунадесятники, как и он сам, всё же поверили в маленького сына аль-Аскари аль-Махди как в двенадцатого, последнего имама, который был вынужден скрыться от посторонних глаз, но который однажды вернётся как махди, мессианская фигура исламской эсхатологии. Согласно легенде, двенадцатый имам свергнет халифов-узурпаторов, разрушит их столицу и, восстановив единство мусульман, захватит Константинополь и установит окончательное торжество исламского мира и справедливости, искоренив неверие. Но в первые годы после смерти Хасана аль-Аскари эта вера ещё не утвердилась. Подобно Ибн Хаушабу, шииты сомневались в утверждениях о двенадцатом имаме и были ещё более деморализованы политическим бессилием и «квиетизмом» руководства двунадесятников. В этой обстановке хилиазм исмаилитов, проповедовавших о скором возвращении махди и начале новой мессианской эры справедливости и откровения истинной религии, был очень привлекателен для недовольных шиитов.
По словам Ибн Хаушаба, он был обращён в новую религию стариком, который пришёл, когда он читал Коран на берегу Евфрата. Согласно исмаилитским историкам и богословам, сторонникам Фатимидов, этим послом был Фируз, который был главным агентом движения в Саламии, где скрывался будущий первый халиф, и доверенным лицом скрытого имама. В то же время карматы, отколовшаяся от Фатимидов ветвь, утверждают, что это был Ибн-Абил Фаварис, подручный Абдана, главного агента багдадских халифов, который пытался наставить Ибн Хаушаба на путь суннизма, но не смог. Сам миссионер утверждал, что встречался с имамом, который тайно проживал в Саламии. Завершив обучение на даи, он отправился распространить исмаилитское вероучение в Йемене, на юге Аравии. В этом деле к нему присоединился обращённый в исмаилизм уроженец Йемена Али ибн аль-Фадль. Они направились в путь конце мая или начале июня 881 года.

## Миссия в Йемене
Закончив посвящение в исмаилизм, Ибн Хаушаб и Ибн аль-Фадль направились в эль-Куфу, где присоединились к каравану паломников. Они без особого труда смешались с толпой людей, прибывающих со всех стран исламского мира, благодаря чему смогли передвигаться анонимно. Завершив ритуалы в ходе паломничества, в августе 881 двое мужчин прибыли в Йемен. Он в то время был одной из наиболее неспокойных провинций Аббасидского халифата. Власть халифа здесь была слаба и традиционно ограничивалась лишь столицей региона, Саной, в то время как в остальной части страны продолжались меж- и внутриплеменные конфликты, иногда начавшиеся ещё в доисламские времена. Ко времени прибытия проповедников страна к тому же была политически нестабильна и раздроблена и де-факто лишь частично находилась под суверенитетом Аббасидов. Подавляющая часть её внутренних регионов принадлежала династии Яфуридов, которая, будучи суннитской, признавала верховенство халифов. После того, как в 861 году династия захватила Сану, её власть распространилась от Саады на севере до Джанадии (к северо-востоку от Таиза) на юге и Хадрамаута на востоке. Их главные оппоненты, династия Зиядидов, также номинально лояльная халифату, удерживала Забид на западной прибрежной равнине и временами захватывала под свой контроль значительные территории внутри страны. Ещё одна семья, Манахи, правила южным нагорьем вокруг Таиза. В то же время север принадлежал группе враждующих между собой племён, не терпевших главенства над собой и никому не подчинявшихся. Отсутствие политического единства, труднодоступная местность и в целом удалённость провинции от центра халифата наряду с укоренившимися среди местного населения симпатиями к шиизму делали Йемен наиболее плодородной территорией для любого харизматичного лидера, который обладал достаточным упорством и проницательностью для реализации своих амбиций.
Пройдя через Сану и Джанадию, Ибн Хаушаб и Ибн аль-Фадль некоторое время прожили в Адене, где выдавали себя за торговцев хлопком. Источники сходятся во мнении, что в их компании Ибн Хаушаб был старшим, но в какой-то момент Ибн аль-Фадль оставил его и переехал в свой родной город Джайшан (около современной Каатабы), где независимо начал свою миссию в горах Джебель-Яфии. Видимо, Ибн Хаушаб не имел большого успеха в проповеди в Адене. Тогда он покинул Аден и поселился в деревне Адан-Ла к западу от Саны, в доме скончавшегося в подземельях Яфуридов шиита, на дочери которого позже женился. В 883/884 годах Ибн Хаушаб начал свою проповедь среди северных кланов Бану Муса, рассказывая о неизбежном и скором появлении махди. Это привлекло на его сторону множество новых последователей. В регионе было широко распространено ожидание мессианской эры, а проповедь Ибн Хаушаба по времени совпала с глубоким кризисом, в котором оказался арабский халифат (анархия в Самарре, за которой последовали восстания зинджей) и с недовольством многих сторонников двунадесятников своими имамами.
Ибн Хаушаб достаточно быстро обратил в исмаилизм многих членов семьи своей супруги, а один из её двоюродных братьев отправился в Синд, что привело к долгому присутствию последователей этой религии на индийском субконтиненте. Другие обращённые были отправлены в Египет, Бахрейн, Ямаму и, вероятно, в Гуджарат. Наиболее влиятельным среди обученных Ибн Хаушабом даи был Абу Абдаллах аш-Ши’и, уроженец Саны, который в 893 году отправился в Магриб. Там он начал свою проповедь среди берберских племён Кутама. При помощи новообращённых он поднял восстание против эмиров Ифрикии Аглабидов и в 909 году сверг их. Это привело к установлению Халифата Фатимидов, самого могущественного исмаилитского государства в истории.
К 885 году исмаилитская проповедь была уже достаточно сильна, чтобы Ибн Хаушаб смог получить от скрывавшегося имама разрешение на сбор войск и начало открытой борьбы за власть. В период с 885 по 888 год он вместе с последователями, отразив атаку Яфуридов, построил укреплённую цитадель в Абр-Мухаррам у подножия гор Мусавар, к северо-западу от Саны. По сообщениям хронистов, она была возведена за семь дней силой пятисот человек. Когда цитадель была закончена, Ибн Хаушаб занял её вместе с 50 своими самыми известными последователями. Через несколько дней он привёл остальных своих сторонников к поселению на горе Джибаль-аль-Джума на мусаварском хребте.
С этих баз его силы захватили Байт-Фаиз в Джабал-Тухле — сильную крепость, которая возвышалась над массивом Мусавар. Проповедник смог переманить на свою сторону часть солдат гарнизона, и они открыли ему ворота крепости. После этого с третьей попытки была захвачена крепость Байт-Раиб примерно в километре от Байт-Фаиз, защищённая со всех сторон отвесными скалами. Она стала главной резиденцией Ибн Хаушаба, который называл крепость Дар аль-Хиджра, в переводе с арабского «убежище». Употребление слова «хиджра», означающего переселение Мухаммеда из Мекки в Медину, было преднамеренным. Оно символизировало, что те, кто присоединится к Ибн Хаушабу должны оставить коррумпированную и упадочную жизнь в прошлом, чтобы «обновить халифат» и создать в Йемене государство «чистых мусульман», какими были первые обращённые.
Захваченные Ибн Хаушабом и его людьми три малодоступные крепости стали центром его новообразованного государства, с территории которого он стал распространять свой контроль на близлежащие долины и горы. После захвата горы Джебель Тайс, Ибн Хаушаб назначил своего подручного Абу-л-Малахима управляющим большей частью земель. Тогда же он взял ряд населенных пунктов, в частности Билад-Шавир, Айям и Хумлан. Сразу после этого Ибн Хаушаб предпринял попытку захвата столицы Яфуридов, города Шибама, но потерпел неудачу из-за собственного промедления. Вскоре было организовано новое нападение. Благодаря измене защитников внутренних стен крепости город был захвачен, но месяц спустя Ибн Хаушаб был вынужден покинуть крепость. Точные даты всех этих операций остаются неизвестны, но так или иначе к 892/893 году территория юго-западной Аравии оказалась под контролем даи, что принесло ему почётный титул Мансур аль-Яман (араб. منصور اليمن‎ —  Manṣūr al-Yaman‎, «Завоеватель Йемена») или просто аль-Мансур, «Завоеватель».

## Продолжение экспансии и столкновение с Али ибн аль-Фадлем
Тем временем Али ибн аль-Фадль заручился поддержкой правителя поселения Музайхира. С его помощью он расширил свой контроль над высокогорьем к северу от Адена. В 897 году в Йемене появился ещё один крупный шиитский лидер Аль-Хади иля-ль-Хакк Яхья, представитель соперничающего с исмаилитами течения зейдитов, который основал государство со столицей в Сааде и провозгласил себя имамом.
Согласно первоначальной доктрине исмаилизма, ожидаемым махди был Мухаммад ибн Исмаил. Но в 899 году течение оказалось расколото из-за того, что будущий первый фатимидский халиф Убайдаллах отказался от идеи ожидания возвращения Ибн Исмаила и провозгласил себя махди. И Ибн Хаушаб, и Ибн аль-Фадль остались верны ему, в то время как в землях Бахрейна зародилось движение раскольников-карматов, не согласных с личностью нового махди. Вскоре Убайдаллах был вынужден бежать из своей базы в Саламии в Леванте. Первоначально он раздумывал, основаться ему в Йемене, или в Магрибе, поскольку в обоих регионах успешно действовали исмаилитские миссии. Принимая во внимание более поздние события, немецко-американский историк-востоковед Вильферд Маделунг предполагает, что именно сомнения в лояльности Ибн аль-Фадля, возможно, сыграли роль в его окончательном решении выбрать Магриб в качестве плацдарма для халифата.
25 января 905 года Ибн аль-Фадль изгнал правителя Музайхиры и сам занял крепость. Оба исмаилитских даи отныне использовали политическое разделение страны для расширения своих владений: в ноябре 905 года Ибн аль-Фадль захватил Сану, что позволило Ибн Хаушабу, в свою очередь, подчинить Шибам. За исключением Зайдитов Саада на севере, Зиядидов Забида на западном побережье и Адена на юге, весь Йемен теперь находился под контролем исмаилитов. В конце 905 года, впервые после приезда в Йемен 25 лет назад, проповедники встретились в Шибаме. Маделунг отмечает, что встреча была «явно не из простых», поскольку Ибн Хаушаб предостерёг Ибн аль-Фадля от чрезмерного расширения своих владений, на что последний не обратил внимания. Именно он был наиболее активным из них в последующие годы. Он проводил завоевательные кампании по всей стране, захватывая земли тех, кто всё ещё выступал против исмаилитов и махди.
В начале/середине 906 года Ибн аль-Фадль и Ибн Хаушаб захватили Сану и Шибам у зейдитского имама аль-Хади. Но эти земли они удерживали недолго, поскольку Шибам был вновь отбит в конце 906 года, а Сана — в апреле 907 года. В июне или июле 910 года, после того, как зейдиты ушли из Саны, люди Ибн Хаушаба вновь ненадолго заняли город, но не смогли удержать его из-за своей малочисленности. Его захватил суннит Асад ибн Ибрагим из династии Яфуридов. Но следом, в августе 911 года, его отбил Ибн аль-Фадль.
В этот момент Ибн Хаушаб публично поклялся в верности халифу аль-Махди, который в 909 году открылся и основал Фатимидский халифат. В противовес ему Ибн аль-Фадль объявил себя законным махди.
Ибн Хаушаб отверг требования бывшего союзника присоединится к нему и раскритиковал его действия. В ответ Ибн аль-Фадль выступил против него с армией. Он захватил Шибам и Джабаль-Зухар, после чего выиграл несколько сражений и заблокировал Ибн Хаушаба в Джабаль Масвар. После восьми месяцев осады последний запросил мир на любых условиях и передал своего сына Джафара в заложники. Через год он вернулся с золотым ожерельем в качестве дара.

## Смерть и последствия
Ибн Хаушаб умер в Йемене 31 декабря 914 года, а в октябре следующего года скончался и Ибн аль-Фадль. Власть обоих унаследовали их сыновья, но могущество основанных исмаилитами государств из-за междоусобицы пошло на убыль. Владения сына Ибн аль-Фадля были завоёваны и разрушены Яфуридами. В дальнейшем более века, вплоть до возвышения династии Сулайхидов, исмаилизм в Йемене оставался в основном подпольным движением, который имел мало последователей и мало политических покровителей. Трое сыновей Ибн Хаушаба были отстранены от власти и отправлены в ссылку. Джафар бежал ко двору Фатимидов, захватив с собой труды отца, и стал автором многих трудов по эпохе раннего халифата. Несмотря на это, исмаилитская община в северном Йемене выжила и стала ядром для исмаилитской общины, которая и ныне существует в стране.

## Работы
Основным источником знаний о личности Ибн Хаушаба является «Си́ра», написанная им или его сыном Джафаром при дворе Фатимидов. В настоящее время большая её часть утеряна, однако отрывки произведения сохранились в работах многих авторов. Оно является одним из важнейших источников по истории йеменских даи.
В дальнейшем исмаилитская традиция приписала Ибн Хаушабу авторство нескольких богословских трактатов. Первый из них — «Книга праведности и истинного руководства» (Китаб ар-Рашид вал-хидая), от которой тоже сохранились лишь фрагменты. Они, а также их английский перевод, были опубликованы пионером исмаилитоведения, историком Владимиром Ивановым. Эта работа является классической экзегезой Корана, а такжже одним из самых ранних исмаилитских сочинений, поскольку в ней в качестве ожидаемого махди упоминается Мухаммед ибн Исмаил. Второй трактат — «Книга мудреца и ученика» (Китаб аль-Алим вал-Гулям) чаще всего приписывается Джафару, однако некоторые источники называют его автором Ибн Хаушаба. Она состоит из описания серии встреч ученика и его учителя-даи, который постепенно открывает ему тайные экзотерические знания. Но в то же время истинное авторство трактатов остаётся неизвестным. Помимо этого Ибрагим аль-Хамиди, йеменский даи XII века, цитирует в своей работе некое послание, которое приписывает Ибн Хаушабу.